# CTB 80
CTB 80, también llamado SNR G068.8+02.6, SNR G069.0+02.7, 2E 4297 y W56, es un resto de supernova situado en la constelación de Cygnus. 
Conocido como radiofuente desde 1958, en 1974 T. Velusamy y M. R. Kundu propusieron que CTB 80 era un resto de supernova por su estructura y su fuerte polarización.

## Morfología
En banda de radio, CTB 80 es un resto de supernova de morfología híbrida, consistente en una nebulosa central de espectro plano —conocida como la «meseta», de 8 × 4 minutos de arco de tamaño—, y tres brazos extendidos —cada uno de 30 minutos de arco de largo— que apuntan hacia el este, norte y suroeste. En el extremo oeste de la llamada meseta, hay una radiofuente compacta, llamada el «núcleo», que alberga el púlsar PSR B1951+32.
Se ha observado en el infrarrojo un caparazón centrado a 30 minutos de arco al este del púlsar, cuya localización sugiere que CTB 80 ha engendrado tanto al caparazón como al púlsar.
Igualmente, se ha encontrado un caparazón de H I que coincide con el de infrarrojo; se piensa que el púlsar ha alcanzado el caparazón del resto de supernova, lo que ha podido generar la peculiar radiomorfología de CTB 80 por su interacción con el campo magnético del caparazón.
La característica principal de CTB 80 en rayos X es su pequeña extensión en el espacio. Los datos obtenidos con el observatorio ROSAT muestran que el flujo de rayos X suaves se limita al área alrededor del púlsar, mientras que la emisión de rayos X medios y duros se extiende al este y sureste del mismo.
Unas estructuras difusas y filamentosas detectadas al sur, sureste y norte del púlsar también parecen estar asociadas con CTB 80.

## Remanente estelar
El remanente estelar de CTB 80, denominado PSR B1951+32, fue descubierto en 1988 y es un púlsar energético cuyo período de rotación es de 39,5 ms.
Su edad es unas 100 veces mayor que la del púlsar del Cangrejo y su campo magnético, 4,9 × 1011 G,  es menor que en la mayoría de los púlsares impulsados por rotación.

## Edad y distancia
Aunque inicialmente se propuso que CTB 80 podía ser el resto de una posible supernova acaecida en  el año 1408, dicha asociación ha quedado hoy descartada, pues este resto de supernova parece ser mucho más antiguo.
Así, su edad basada en el movimiento propio de PSR B1951+32, es de aproximadamente 51 000 años, semejante a su edad dinámica, estimada por la velocidad y el tamaño de la onda de choque, de 60 000 años.
Por otro lado, la distancia que nos separa de CTB 80 no es bien conocida, aunque en general se acepta que se encuentra a 2000 pársecs de la Tierra.